# Waterlobelia
De waterlobelia (Lobelia dortmanna) is een ondergedoken, vaste waterplant die behoort tot de klokjesfamilie (Campanulaceae). De soort staat op de Nederlandse Rode lijst van planten en de Vlaamse Rode Lijst van planten als zeer zeldzaam en zeer sterk in aantal afgenomen. De plant komt voor in de gematigde streken van het noordelijk halfrond van Noord-Europa en Noordwest-Frankrijk tot in Noordwest-Rusland en in het noorden van Noord-Amerika.
De plant wordt 20-70 cm hoog. De donkergroene, lijnvormige, stompe bladeren vormen een dicht wortelrozet. De bladeren zijn hol en hebben twee luchtkanalen. Ook de bladloze stengel is hol.
De waterlobelia bloeit in juli en augustus met twee tot acht bleek lila, tweelippige, knikkende bloemen in een armbloemige tros. De bloemkroon is 1,2 tot 2 cm lang.
|  |

De vrucht is een 5-10 × 3-5 mm grote doosvrucht.
De plant komt voor in heidevennen met een schone zandbodem.